# Бурунный кулик
Бурунный кулик (Calidris virgata) — небольшой коренастый представитель семейства Scolopacidae. Когда-то считалось, что он родственен камнешаркам,  и его выделяли в монотипный род Aphriza, но теперь этот вид относят к роду песочников Calidris.
У этой птицы короткий темный клюв, желтые ноги и черная полоса на конце белого крестца. В брачном оперении он имеет темные полосы на коричневатой голове и груди с темными пятнами на белой нижней стороне; верх темный с окраской ржавчины на крыльях. Птицы в зимнем оперении и неполовозрелые птицы в основном серые на верхней стороне и груди и белые на нижней стороне тела с прожилками. Их места обитания — скалистые тундровые районы Аляски и Юкона. Самка откладывает 4 яйца в углубление на поверхности земли среди растительности. Оба родителя ухаживают за молодыми птицами, которые питаются самостоятельно.
Эти птицы мигрируют на тихоокеанские побережья Северной и Южной Америки, от южной Аляски до Огненной Земли.
В местах гнездования эти птицы в основном питаются  насекомыми и некоторыми семенами. В другое время года они едят моллюсков и ракообразных, обитающих вдоль линии прибоя на скалистых берегах, и обычно встречаются небольшими стаями, часто вместе с камнешарками.
Песня тройной свист: тии, тии, тии.

## Открытие и таксономия
Бурунный кулик был описан немецким натуралистом Иоганном Фридрихом Гмелином в 1789 году на основе экземпляра, собранного в проливе Принца Уильяма во время визита капитана Кука на Аляску в 1788 году. Первоначально Гмелин поместил этот вид в род Tringa, но в 1839 году американский натуралист Джон Джеймс Оудюбон выделил его в монотипический род Aphriza. Долгое время считалось, что этот вид связан с камнешарками и его помещали в подсемейство Arenariinae. Его вместе с камнешарками даже рассматривали как к отдельное семейство. Современные данные показывают, что он генетически очень близок к исландскому и большому песочникам и должен быть включен в Calidris.  Действительно, большой песочник очень похож на очень крупного бурунного кулика с более длинным клювом и несколько более темной окраской. 
Вид бурунный кулик монотипичен, то есть не имеет подвидов. 

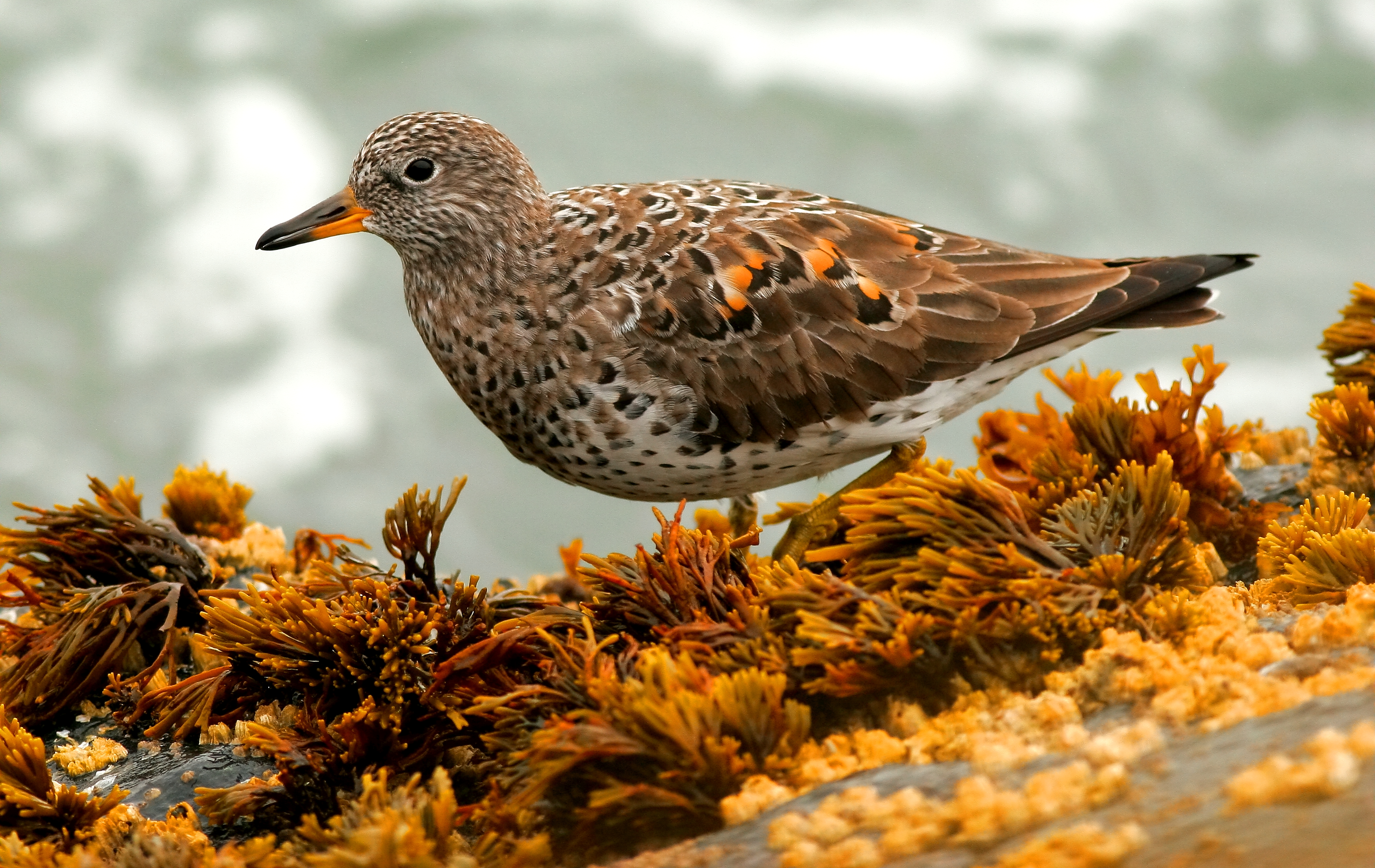
Бурунный кулик на весеннем пролёте в Калифорнии, 26 марта 2016.

## Описание

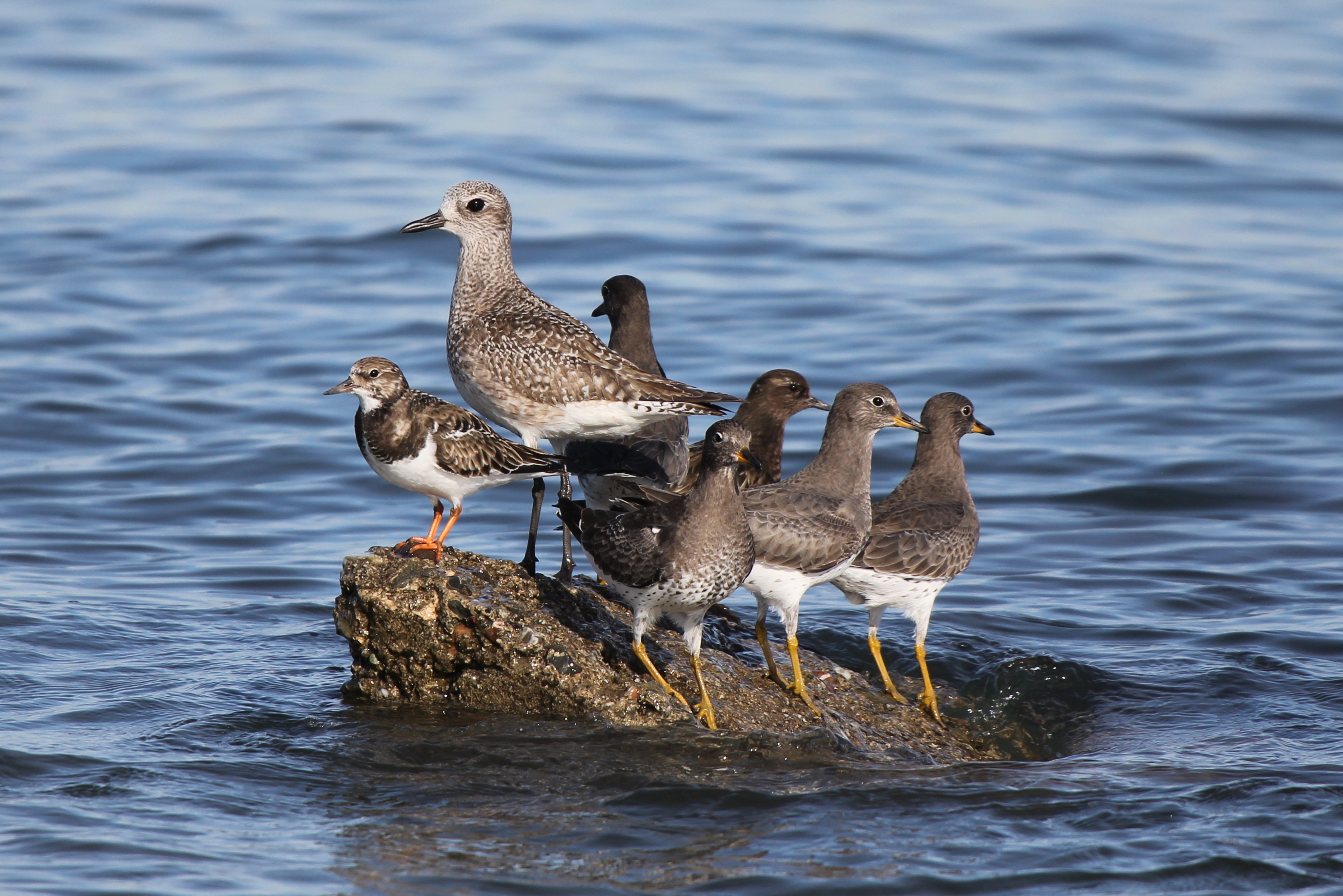
Три бурунных кулика в зимнем наряде с камнешаркой (слева), тулесом (второй слева) и двумя чёрными камнешарками (сзади).

Бурунный кулик — это относительно крупный кулик, напоминающий камнешарку  или большого песочника. Размер тела от 23 до 26 см. Длина крыла составляет от 169 до 185 мм, длина хвоста от 63 до 69 мм, а вес 133–251 г. Самцы и самки выглядят одинаково, но самки в среднем несколько крупнее самцов. Географические вариации не описаны.
Лучший отличительный признак — довольно короткий клюв 22-27 мм, похожий на клюв ржанок, закругленный и слегка расширенный на конце. Он преимущественно темно-коричневый, но у основания подклювья он  оранжево-желтого цвета, который распространяется до надклювья. Относительно короткие ноги желтого или зеленовато-желтого цвета. Радужина коричневый.  
В гнездовом наряде голова, грудь и нижняя сторона имеют серовато-черную штриховку и пятна на белом фоне, в результате чего пятна становятся более резкими на нижней части груди, V-образным на боках и каплевидным на нижней части живота. На темени пунктирные линии местами немного ржаво-коричневые. Плечевые и спинные перья черные со светлыми краями, самые большие плечевые перья имеют ржаво-коричневую центральную часть с темным стержнем. После окончания размножения они быстро тускнеют и имеют цвет от бежевого до белесого посередине. Верхние кроющие крыла коричнево-серые или черноватые, иногда со светлой кромкой

## Распространение и места обитания

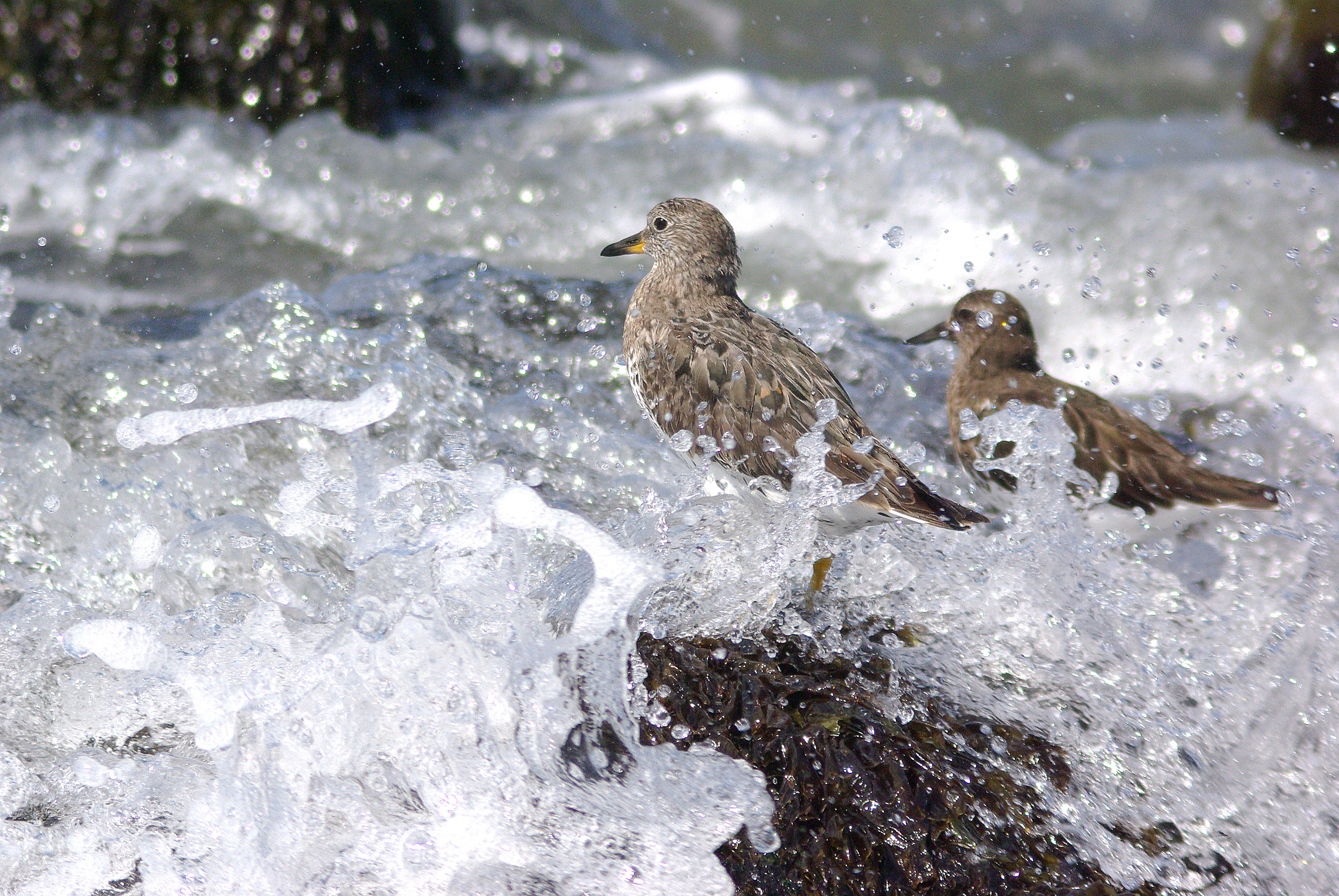
Не гнездящиеся бурунные кулики кормятся в зоне заплеска на каменистых морских побережьях..

Во внегнездовое время среди птиц Северной Америки у бурунного кулика самый длинный и узкий ареал. Они встречается от острова Кадьяк на Аляске до Магелланова пролива на южной оконечности Южной Америки. На всей протяженности ареала этот вид крайне редко можно обнаружить дальше, чем несколько метров от береговой линии. Но в период размножения он обитает в горах Аляски и на западе Юкона на высотах от 150 до 1800 м на уровнем моря.
Бурунный кулик начинает покидать свои гнездовой ареал, начиная  с июля (последние  улетают в октябре). Самые ранние мигранты достигают свои основные места зимовки в Чили и Перу в середине августа. При весенней миграции он начинает покидать Южную Америку в начале марта. Некоторые птицы остаются в местах зимовки круглый год. Бродячих птиц видели на Фолклендских островах, во Флориде и Техасе. Маршруты миграции почти полностью проходят вдоль побережья, очень небольшое количество птиц было замечено внутри страны во время миграции. 
Местом гнездования  является горная тундра, предпочтительно каменистые гряды с преобладанием осыпей, каменистых полей, лишайников, карликовых кустарников и Dryas  (куропаточья трава), реже в тундре с мхами и осоками. Обычно он находится вдали от подходящей среды обитания, недалеко от леса. Во внегнездовое время бурунные кулики специализируются в обитании по скалистым берегам, питаются на береговых скалах, рифах и уступах на побережье. Они кормятся в зоне заплеска на кромке воды чуть выше линии прилива. В некоторых случаях могут кормиться на песчаных пляжах и илистых отмелях возле каменистых мест.

## Поведение

### Рацион и питание
В питании во время размножения  преобладают насекомые. В одном исследовании по изучению содержимого желудков было показано, что мухи (Diptera), включая яйца, куколки и взрослых особей, составляли 55% пищи, потребляемой  бурунными куликами, а жуки Coleoptera — 36%. Среди других насекомых были ночные и дневные бабочки (Lepidoptera), а также препончатокрылые (Hymenoptera) (пчёлы и осы). Они также используют семена и улиток, хотя и редко.

### Размножение

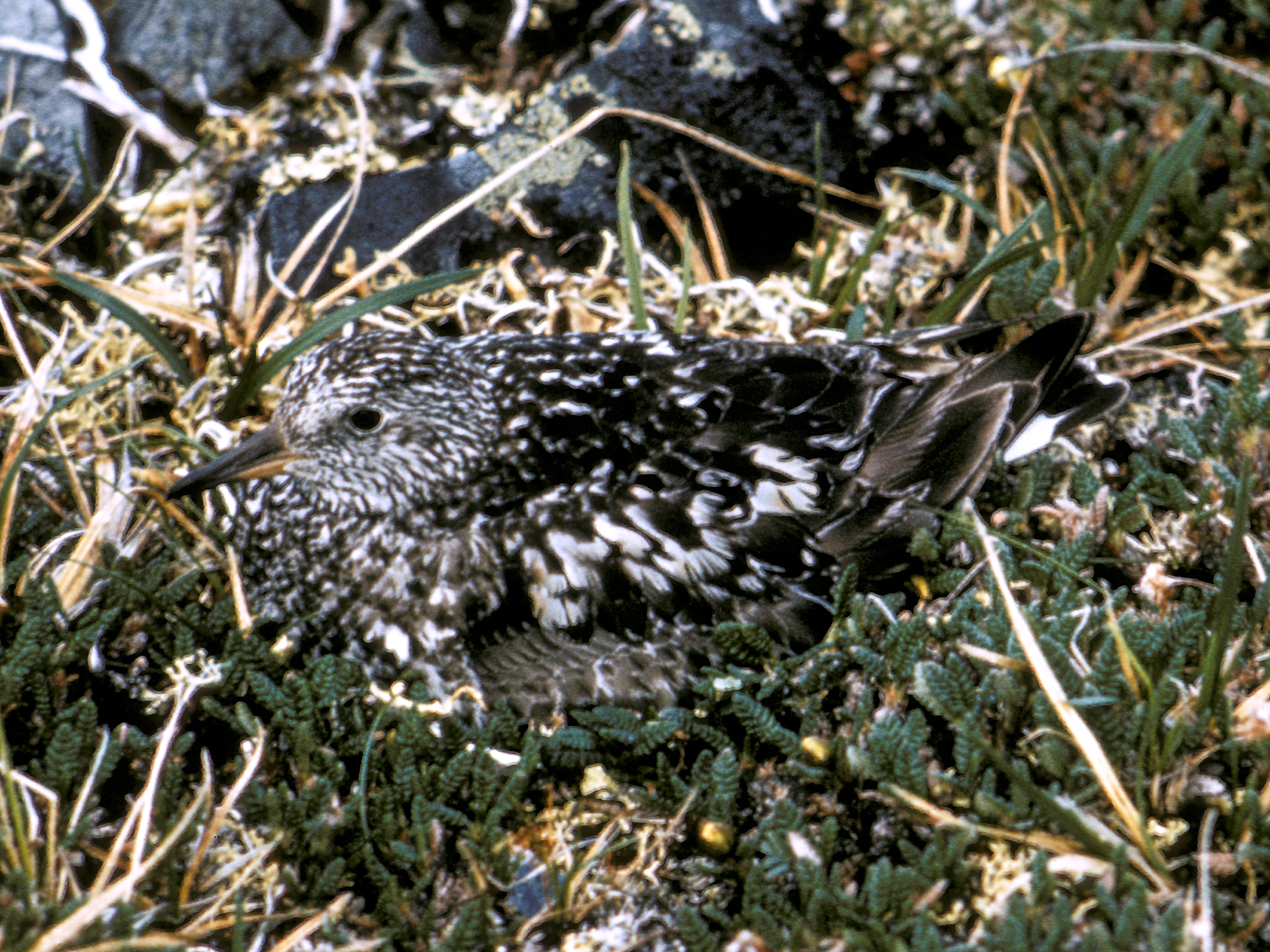
Бурунный кулик на гнезде

Репродуктивное поведение бурунных куликов плохо изучено. Бурунные кулики прибывает в место размножения в начале мая; из-за сильных ветров в местах их гнездования снег обычно к тому времени уже сходит. Гнёзда обычно устраивают на склонах северной или западной стороны. Гнезда открытые, это простые углубления, выстланные лишайниками, а иногда и дриадой. Предполагается, что этот вид территориален и моногамен. Размер кладки обычно составляет четыре яйца, хотя встречаются кладки и с меньшим числом яйц. 
Яйца желто-коричневого цвета с серыми или пурпурными отметинами и имеют размер 43 мм × 31 мм (1,7 дюйма × 1,2 дюйма). И самка  и самец насиживают яйца, и, по имеющимся оценкам, инкубационный период составляет от 22 до 24 дней .